# Juan Pablo Figueroa
Juan Pablo Figueroa (Córdoba, 13 marzo 1986) è un cestista argentino.

## Carriera
Con l'Argentina ha disputato i Campionati sudamericani del 2014.

## Palmarès
- Campione d'Argentina junior (2003)
- Liga Sudamericana (2004)
- LigaA Newcomer of the Year (2004)
- Coppa d'Argentina (2008)
- Campione d'Argentina (2009)
- LigaA 6th Man of the Year (2009)